# Castel del Rio
Castel del Rio (en romanyol: Castel d'e' Rì) és un comune (municipi) de la Ciutat metropolitana de Bolonya (antiga província de Bolonya), a la regió italiana d'Emília-Romanya, situat a uns 35 km al sud-oest de Bolonya.
Històricament, els camps del voltant de la població són una gran zona productora de castanyes.

## Història
Els rastres de presència humana a la zona es remunten als segles VI-V aC. Tanmateix, la ciutat actual va ser fundada en els segles V i VI dC com Massa di S. Ambrogio. A partir del segle x, hi va haver fortificacions i castells, d'on vé el topònim "Castrum Rivi" d'on deriva el nom actual. El 1076 el castell va ser adquirit per Matilde de Canossa; posteriorment, l'emperador del Sacre Imperi Romà Germà Otó IV, va lliurar el feu a la família dels Alidosi, que la va ocupar durant més de quatre segles fins que va passar a formar part dels Estats pontificis.
Durant la Segona Guerra Mundial, Castel del Rio estava situat a la Línia Gòtica. Nombrosos dels seus ciutadans van lluitar com partisans contra l'ocupació alemanya.

## Llocs d'interès
- El Palazzo Alidosi, encarregat a principis del segle xvi per Francesco Alidosi, cardenal i amic de Bramante, a qui alguns atribueixen el seu disseny.[1] Destaca la cort d'estil renaixentista, amb columnes de marès i fonts amb forma de petxina. L'edifici acull actualment l'Ajuntament de Castel del Rio, una biblioteca, el "Museu de la Guerra i la Línia Gòtica" i el "Museu de la Civilització de la Castanya".
- El Ponte Alidosi, construït per Obizzo Alidosi a partir de 1499. Es diu que aquest pont va inspirar a Leonardo da Vinci per un disseny similar a Istanbul, que no va realitzar, però un model construït en fusta serveix de pas de vianants per una carretera a Ås (Akershus), a Noruega.[2]
- Runes dels castells de Cantagallo, Valmaggiore i Castellaccio.
- Centres medievals històrics de Castel del Rio, Belvedere i Giugnola.